# 川瀬有希子
川瀬 有希子／川世有希子(2014年2月から改名)（かわせ ゆきこ、1970年3月22日 - ）は、日本のタレント、ソングライター、音楽プロデューサー。本名：佐々木敦子(ささき あつこ)。愛知県名古屋市生まれ、東京都足立区、千葉県流山市育ち。千葉経済短期大学初等教育科卒業、法政大学通信教育部文学部日本文学科中退。嵐レコード、日本音楽家ユニオン組合員

## 来歴・人物
10歳で「劇団東京宝映（現：宝映テレビプロダクション）」に所属。16歳で「ジャパンアーチスト音楽学院（現：ジャパン・アーチスト・オフィス）」に入り、歌と芝居を学ぶ。1989年、短大在学中に渋谷でスカウトされ、雑誌モデルやラジオ出演などのタレント活動を始める。
1998年テアトルアカデミーに所属。音楽プロデューサーを目指していた。
明石家さんま司会のバラエティ番組「恋のから騒ぎ」第7期生（本名山田敦子で参加）。一時期、1999年「年齢不詳シスターズ」というお笑いコンビを組んでいたこともある。同期に青木さやか、なかのよいこ、田上よしえ、ネギねこ調査隊（いとうあさこのいたコンビ）らがいる。
2001年、映画屋倶楽部の飯島大介にスカウトされ本格的に女優業を開始。オリジナルビデオ作品で主演デビューしOV・映画にて活動する。その一方で、女優業の傍ら楽曲の作詞・作曲・プロデュースを行う。
近年はソングライター、音楽プロデューサーとして新人アーティストに楽曲を提供。自身もアーティストとして「Second Leaf」（2007年に解散）、「呑娘。」(2009年結成)というユニットで活動し、楽曲提供もしている。

## 出演作品

### TVドラマ
- 土曜ワイド劇場「車椅子の弁護士・水島威」 (1999/07/03〜1999/07/03放送、テレビ朝日)
- 古畑任三郎 「黒岩博士の恐怖」（1999年、フジテレビ）
- 恋の奇跡（1999年、テレビ朝日）
- 北条時宗 （2001年、NHK）
- 十三夜〜霊界からの招待状 第8話「メル友」メインゲスト（2001年、テレビ神奈川）

### ネットTV
- yukkoのくちびるネットワーク（nakano@ddress　2008年7月8日〜12月16日）毎週火曜日19:00〜19:30分生放送
- 呑娘。DIA-BEATS（GinzaJW-TV　2011年6月〜）毎週火曜日20:00〜20:59

### CM
- 1999年
  - バイオテックヘアー
  - 日本マクドナルド「てりたまバーガー」
  - 国民年金基金
- 2000年
  - 四国電力でんき温水器（サブメイン）
  - TOMY
- 2002年ワークマン
- 2007年ベアミネラル（サブメイン）
- 2006年ダイエットエンド （メイン）
- 2010年サッポロ ドラフトワン（サブメイン）

### 一般映画
- 2005年「雲の上はいつも青空」（エデュカシステム・学校教育用作品）主演
- 2006年「神の手」（短編映画）助演

### ミュージカル/舞台
- 小さな虫の大冒険(1999年9〜12月80ステージ上演)
劇団野ばら文化庁助成公演　客演で主演を務める　　蓑田正治作
- ALIVE!(2005年7月16日・銀座博品館劇場)
スタジオクリエイトプロデュース　芝居・アクション・歌・ダンスで参加　演出・音楽監督：橋爪貴明／脚本：西村由紀／監修：中川裕季子

- 2004年7月「維新海賊伝」演劇集団アクターズワード第2回公演・客演
- 2005年3月「猫は災難」劇団玉の湯旗揚げ公演・客演　　テーマソング「Kiss me 笹塚」作曲　ジョイサウンドカラオケ全国配信中
- 2005年4月「Vampyre」演劇集団アクターズワード第3回公演・客演
- 2005年6月「プレイス」Air studioプロデュース・客演
- 2005年9月「ひよこのパジャマ」劇団うわの空・藤志郎一座第21回公演・客演
- 2005年11月「バスキア」劇団あぁルナティックシアター特別公演・客演
- 2005年12月「もともと犬」劇団玉の湯第2回公演・客演
- 2007年2月「RETURNS〜奴らが帰ってくる」Air studioプロデュース公演・客演
- 2007年10月「天使の涙はダイヤモンド」劇団浪漫狂NEO第2回公演・客演
- 2009年4月「権狐芝居」唐沢俊一プロデュース下北沢演劇祭参加公演・団体名：H・I・A
- 2010年10月「Ｅ”」北とぴあ演劇祭参加公演・客演
- 2017年8月「防災音楽劇～タイムリミット9」シノハラステージング出演

### 広告
2010年TSM48豊島園の広告

### プロデュース作品
- 2002年「うんだ」　作詞：藤木相元　作曲：川瀬有希子　歌手：開運娘
  - 長野県白馬村の村おこしで、盆踊りを中心に活動していた。愛情運娘・仕事運娘・金運娘の3人のメンバーで活動。メンバーの結婚などを機に解散。
  - 川瀬歌唱のバージョンが2008年2月に発売されたCD「川瀬有希子のよかれと思って」に収録されている。（2008年版編曲：江島一典）
- 2004年「走れハルウララ」「ウララの気持ち」歌：春風えり　作詞：英直人　作曲：川瀬有希子
  - 100連敗した高知競馬のハルウララの応援ソング
- 2008年2月発売「川瀬有希子のよかれと思って」アルバム
  - 「Happy Days」「ナニヲオモウ」「サランハニカ・・・」「The town of kaleidoscope」「プロムナード」「夏のミラージュ」「会いたい」「うんだ」「忘れもの」「Loving-Kindness」「Frustration」「Kiss me 笹塚」全12曲
    - 「会いたい」「Happy days」iDebut　iTunes配信中
    - 「会いたい」「うんだ」「Kiss me笹塚」「Happy days」「Frustration」「Loving-Kindness」「忘れもの」JOYSOUNDにて配信中
- 2008年9月発売「幸せでございます」シングル 2曲+カラオケ　楽曲プロデュース
「幸せでございます」歌：苑武れむ　作詞：川瀬有希子　作曲・編曲：笈田和孝　　
「鬱々の季節」歌・作詞：苑武れむ　作曲：川瀬有希子　編曲：笈田和孝
- 2009年「呑娘。」「人が好き」発表
「呑娘。(てんむす)」歌：呑娘。作詞：川瀬有希子 　　
「人が好き」歌：真野清美　作詞：川瀬有希子 作曲：剣名舞・川瀬有希子 編曲：笈田和孝
- 2010年10月30日発売「人生リサイクル」アルバム全14曲
下記の曲はiDebut,iTunes配信中
「人生リサイクル〜心にエコを」歌：呑娘。作詞・作曲：川瀬有希子 編曲：内山有希夫
「走れ馬たち〜日・米・韓」歌：呑娘。作詞：英 直人 作曲・編曲：川瀬有希子　
「自転車音頭」歌：呑娘。作詞・作曲：川瀬有希子 編曲：八澤 つとむ
「捨てていかないで〜ポイ捨て禁止」歌：呑娘。作詞・作曲：川瀬有希子 編曲：Zenn　
「どらちゃんマーチ〜お片づけしよう」歌：呑娘。作詞・作曲：川瀬有希子 編曲：Zenn　
「本当の笑顔を見せて」歌：呑娘。作詞：剣名舞 作曲：川瀬有希子 編曲：Zenn
「人が好き」歌：呑娘。作詞：川瀬 有希子 作曲：剣名 舞・川瀬有希子　編曲：笈田和孝　
「うんだ」歌：呑娘。作詞：藤木相元　作曲：川瀬有希子　編曲：Zenn
「人生リサイクル〜心にエコを」「走れ馬たち〜日・米・韓」「自転車音頭」「捨てていかないで〜ポイ捨て禁止」「どらちゃんマーチ〜お片づけしよう」「本当の笑顔を見せて」「人が好き」「うんだ」「花の下で」「人生やり直しができるなら」JOYSOUNDにて配信中
HUDSON着うたフル　携帯コンテンツのみ「人が好き」「走れ馬たち〜日・米・韓」配信中
- 2011年10月　「嗚呼沖縄」「恩渡し」リリース　　楽曲プロデュース
「嗚呼沖縄」歌：シーサー玉城 作詞：藤木相元 作曲：川世 有希子 編曲：Zenn
作品番号186-2831-1
「恩渡し」歌・作詞：シーサー玉城 作曲：川世 有希子 編曲：Zenn
- 2013年11月28日iTunes配信ミニアルバム「もっと人生リサイクル〜呑娘。」　
  - 「ほうき星に流されて」歌：呑娘。(板倉みえ) 作詞・作曲：川世有希子 編曲：西澤正明
    - 作品番号197-5287-3

  - 「夢の音」歌：呑娘。(真野きよみ)作詞・作曲：川世有希子 編曲：西澤正明
    - 作品番号197-5290-3　　　

  - 「MY HAPPY EVERYDAY」歌：呑娘。(イイオひろこ)作詞・作曲：川世有希子 編曲：西澤正明
    - 作品番号197-5286-5

  - 「幸せ運ぶピンク豚」歌：呑娘。(マゴメあけ美)作詞・作曲：川世有希子 編曲：西澤正明
    - 作品番号197-5288-1

- 2014年 - 2016年
  - 「彦星」歌：原俊作　作詞・作曲：川世有希子 編曲：Zenn
  - 「恋愛小説ブルー」歌：原俊作 作詞・作曲：川世有希子 編曲：SatoshiXXX　
  - 「LOVE TONIGHT」歌：原俊作 作詞：有咲一樹 作曲：川世有希子 編曲：SatoshiXXX

- 2017年4月 - 
  - 「月夜にコラソン」歌：川世有希子 作詞・作曲：松浦有希 編曲：浜口茂外也・松浦有希
  - 「オンナは鳥じゃないから」歌：川世有希子 作詞：前田たかひろ 作曲：松浦有希 編曲：浜口茂外也・松浦有希